# Bílý Kostelec
Bílý Kostelec (německy Weißkirchen) je vesnice, část města Úštěku v okrese Litoměřice. Nachází se asi pět kilometrů severně od Úštěku. Bílý Kostelec je také název katastrálního území o rozloze 3,06 km².

## Historie
První písemná zmínka o Bílém Kostelci pochází z roku 1057 a nachází se v zakládací listině litoměřické kapituly. Ve čtrnáctém století vesnice patřila rodu místních vladyků, ale roku 1454 je doložena jako příslušenství sousedních Konojed. Posléze se stala součástí úštěckého panství a spolu s ním patřila litoměřické jezuitské koleji. Roku 1676 byl Bílý Kostelec převeden k liběšickému panství pražských jezuitů a zůstal u něj, i po zrušení řádu, až do zrušení patrimoniální správy.

## Obyvatelstvo
Při sčítání lidu v roce 1921 zde žilo 147 obyvatel (z toho 69 mužů), z nichž byl jeden Čechoslovák a ostatní Němci. Kromě jednoho příslušníka nezjišťovaných církví byli římskými katolíky. Podle sčítání lidu z roku 1930 měla vesnice 145 obyvatel: jednoho Čechoslováka a 144 Němců. Všichni se hlásili k římskokatolické církvi.
| | 1869 | 1880 | 1890 | 1900 | 1910 | 1921 | 1930 | 1950 | 1961 | 1970 | 1980 | 1991 | 2001 | 2011 |
| --- | ---- | ---- | ---- | ---- | ---- | ---- | ---- | ---- | ---- | ---- | ---- | ---- | ---- | ---- |
| Obyvatelé                                                                                                 | 325  | 323  | 290  | 259  | 276  | 267  | 274  | 129  | 75   | 34   | 20   | 14   | 6    | 11   |
| Domy | 58   | 59   | 60   | 58   | 59   | 54   | 54   | 40   | .    | 8    | 6    | 18   | 18   | 23   |
| Tabulka zahrnuje údaje osady Pohorsko a počet domů z roku 1961 je zahrnut v domech místní části Konojedy. |      |      |      |      |      |      |      |      |      |      |      |      |      |      |

## Pamětihodnosti

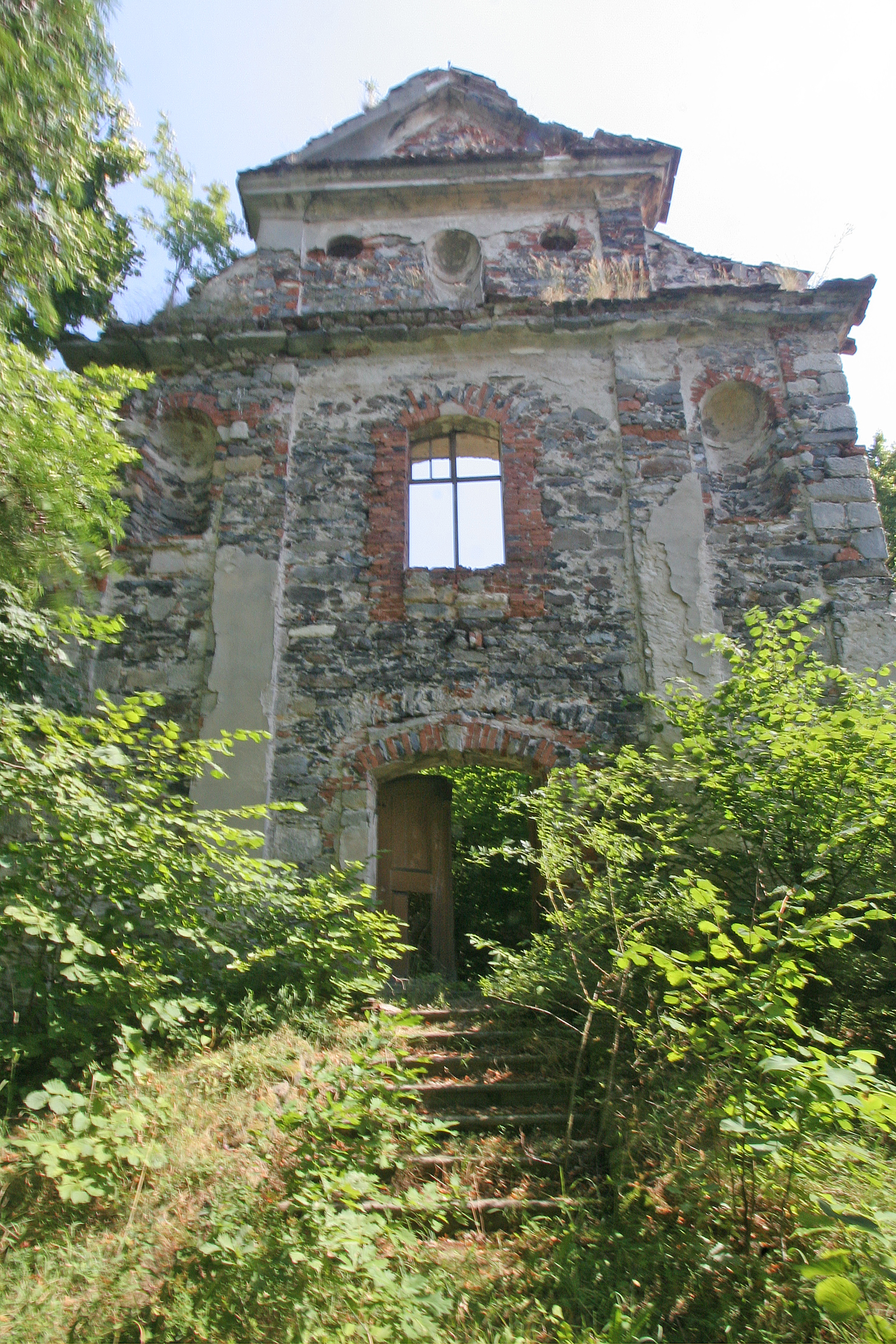
Kostel svatého Havla

Přes demolice řady domů ve druhé polovině dvacátého století se ve vsi dochovalo několik bývalých selských usedlostí s patrovými poloroubenými domy typickými pro oblast Českého středohoří. Patří k nim domy usedlostí čp. 19, 22, chalupa čp. 3, domy čp. 7, 16, 18, 20, 26, 33 a 34, byť některé z nich byly v minulosti zmodernizovány.
Usedlost čp. 26 a bývalá sýpka u domu čp. 22 jsou chráněné jako kulturní památky. Dům čp. 26 pochází z konce osmnáctého století. Má zděné přízemí a roubené patro.  Drobná chalupa u usedlosti čp. 22 vznikla přestavbou bývalé sýpky z první poloviny devatenáctého století Také ona má zděné přízemí a roubené patro, do kterého se vchází krátkou pavlačí.
Dominantou vesnice je zřícenina kostela svatého Havla.